# Swartzia ulei
Swartzia ulei är en ärtväxtart som beskrevs av Hermann August Theodor Harms. Swartzia ulei ingår i släktet Swartzia och familjen ärtväxter. Inga underarter finns listade i Catalogue of Life.